# ライトジーンの遺産
『ライトジーンの遺産』（ライトジーンのいさん）は、神林長平によるSF小説。1997年1月に朝日ソノラマから単行本で刊行。1999年1月にソノラマ文庫NEXT（朝日ソノラマ）から上下巻で文庫化され、2003年5月、高河ゆんによる装丁イラストでソノラマ文庫から再刊行された。そして2008年10月、ハヤカワ文庫JA（早川書房）から遠藤浩輝による装丁イラストで刊行された。ハヤカワ文庫版には、1999年のソノラマ文庫版における著者の「あとがき」と、「ハヤカワ文庫版へのあとがき」が併録されている。
日本の『S-Fマガジン』誌が1998年3月号で発表した「ベストSF1997」国内部門の第1位に選ばれた。

## あらすじ
菊月虹（コウ）は人造人間である。人類が臓器崩壊現象に脅かされたために巨大な支配力を持った人工臓器メーカー・ライトジーン社が、現象の原因究明のために作り出した。人類の命運を一企業に任せるのは危険だという判断のもとにライトジーン社は解体されたものの、その社名は街の名前として残り、各部門は別会社に分裂して今なお社会に影響力を持っている。ライトジーン社の遺児であるコウは、社会保障番号も持たない自由人として読書と飲酒を楽しむ日々を送っていたが、ライトジーン市警中央署第四課の課長である申大為からスイーパーとしても扱われていた。コウは超能力者"サイファ"だったからだ。サイファとしての力を持つ者は少なくないが、ライトジーン社の人造人間、コウとその兄であるMJの二人は最強のサイファだった。
コウは第四課の新米刑事タイス・ヴィーと共に、人工臓器の関わる怪事件を解決していく。
アルカの腕 ALCA's arm
アルカ社で作られていた生体部品が、自我に目覚めて逃げ出した。七人の犠牲者を出したその怪物が、元はアルカ社の製造物であることを証明するため、コウとタイス・ヴィー刑事はその細胞サンプルを求め、怪物を追って下水道へ。一方アルカ社は、協力関係にあるバトルウッド社のトラブルシューター・MJを差し向け、秘密裏に怪物を始末することを目論む。
バトルウッドの心臓 BATTOLEWOOD's heart
路上で開かれる賭け試合のファイター、デル・シャンティ。人工臓器を一切使っておらず、コウが思わず見とれるほどに鍛えられた肉体の持ち主。彼の心臓に何かを感じたコウだったが、気のせいかもしれないと深く考えずにいた。その後、メジャーデビューを果たして人気ファイターになったデルが、人工心臓メーカー・バトルウッド社と共に何らかの違法行為を行ったという情報が入り、申大為はコウとタイスに捜査を命じる。
セシルの眼 CECIL's eyes
かねてより読みたいと思っていた稀覯本を古書店で見つけたコウは、その本を注文主に配達するという条件で立ち読みを許される。約束通り注文主の家を訪れると、中からは死臭が漂っており、サイファ能力が老婆の死体イメージを感じ取った。しかしその家に暮らす女性、ヴィクトリアはそのような心当たりがないと言い、その言葉もまたサイファ能力により真実であることがわかった。家に立ち入ったコウはある部屋で老婆の腐乱死体を見つけるが、ヴィクトリアにはその部屋の入り口がただの壁にしか見えていなかった。彼女の人工眼に原因があると考えたコウは第四課に連絡を取る。
ダーマキスの皮膚 DERMAKISS's skin
博物館で人工臓器の歴史展が開かれることになった。今の人工臓器があるのはライトジーン社が遺した技術力のおかげであり、展示内容には人工臓器技術の研究材料であった人造人間についての情報も含まれる可能性がある。コウは自分のプライバシーを守るため、改装工事に携わる日雇い労働者として博物館へ潜り込む。
悪夢にうなされたコウは首に引っかき傷を作ってしまい、同じく博物館に出入りしていたMJも悪夢を見て首に引っかき傷を作った。その夢に脅威を感じた二人は、サイファによる攻撃ではないかと推測し、協力して相手の正体と真意を探ろうとする。翌日、第四課へ連行されたコウは、扼殺事件の被害者の爪に残っていた皮膚片が、自分のデータと一致したことを知らされる。人工皮膚メーカーに勤務していた被害者が、ライトジーン社の遺産データを研究する立場にあったこともあり、申大為とタイスは、ライトジーン社の技術で造り出されて同じ皮膚を持っているコウとMJのどちらか、あるいは両方の関与を疑っていたのだ。しかし悪夢の件を聞いた申大為は、遺産データから合成された人工皮膚を移植された者こそ殺人犯であり、その皮膚によりサイファ能力が発現したのではないか、という推測を立てる。
エグザントスの骨 XANTHOS's bones
コウの元を訪れたエグザントス社のコーディネーター・セタニは、「最強のサイファ」へ殺人を依頼する。相手は殺人罪で臓器ボランティア永久刑の判決を受け、その身を人工骨の実験材料として提供した男、ウンドウ。彼はその実験過程で死亡したが、すぐさま蘇ってしまい、以来、死亡しては蘇ることを繰り返しており、骨格だけの状態からさえ復活するのだという。ウンドウは生きることに苦痛を感じ、もはや死に安息を求めているが、本人の意思に反して不死が続いているのだった。興味を抱いたコウはウンドウ自身との対話を試みる。
ヤーンの声 YARN's voice
音楽を聴きたくなりライブ演奏の情報を調べてはみたものの、ジャンルが多すぎて目処のつけようがない。タイスに相談を持ちかけたコウは、彼の知り合いであるミュージシャン・エフィのライブに誘われる。彼の歌声をすっかり気に入り、打ち上げにも参加したところ、エフィの声帯がかつて臓器崩壊を起こして、いまはヤーン社の人工声帯に取り替えていることを知らされるが、人工声帯とは思えないその歌声にコウは驚く。
ザインの卵 ZINE's eggs
体調を崩したコウとMJ。人造人間である自分たちが同時に同じ状態に陥ったことで、二人は何者かが自分たちへ攻撃してきたのだと考えるが、正体を探り当てる前に意識を失ってしまう。研究所の一室に閉じ込められた状態で目覚めたコウは、自分がサイファ能力を失ってしまったことに気づく。現れた女性サイファ・ケィティはコウを実験動物として扱い、やがて二十四時間後にコウを殺害すると予告し、カウントダウンをスタートさせた。

## 登場人物
菊月虹（コウ）
ライトジーン社が作り出した人造人間。本と酒を好む中年男性。普通人のサイファよりも強力なサイファであるが、自由人としてその日暮らしの身分である。生まれてから一度も臓器崩壊現象に襲われたことがない。
五月湧（MJ）
ライトジーン社が作り出した人造人間。コウの兄で四十一歳になるが、そのサイファ能力で自分の身体を女性に作り変えたうえ、若返りも実行した。そのため十七歳の肉体を持ち、コウよりも若い。メイ・ジャスティナ（MJ）と名も変えている。サイファの能力を積極的に活用し、人工臓器メーカーの専属トラブルシューターとして働き、社会保障番号も持っている。コウのことを疎ましく思っており、しばしば暴力的に攻撃する。
申大為
ライトジーン市警中央署第四課の課長。警察の犯罪関係者データファイルにコウの記録があることを利用し、たとえ本当に犯罪に関与していたとしてもコウを容疑者リストから外す代わりに、スイーパーとして働くよう取引を持ちかけた。コウ・MJの二人から、得体の知れない男だと思われている。タイスにコウの監視を命じ、コウにはタイスの教育を任せる。
タイス・ヴィー
第四課の刑事。「アルカの腕」に登場した時点では新米だったが、次第に刑事として成長していく。

## 作中用語
サイファ
広義においては超能力者を指す。手を触れずに物を動かす、他人の心情や感覚を共有する（させる）等、さまざまな力を持つがゆえに、その証言が事件の証拠として採用されないなど社会的な制限を受けている。狭義においては、ライトジーン社に製作された二人の人造人間、コウとMJを指す。コウとMJの能力は一般的なサイファに比べてはるかに強力であり、「本物のサイファ」と呼ばれることもある。コウはサイファ能力について「能力を誰もが持っていないのは、本来人間にとって不要なものだからであり、人類が進化の過程で苦労して捨ててきた能力」という考えを語っている。
ライトジーン
かつて存在した大手人工臓器メーカー。臓器崩壊現象を研究するためにコウとMJ（当時の名は五月湧）の二人を製作した。彼らにサイファ能力が備わっていたことはライトジーン社も予期せぬ出来事であったが、その能力と人工臓器技術を背景に世界支配を企んでいた。しかし人類の命運を握る人工臓器技術を、一社の独占状態に置くことは危ういと判断され、解体された。現在は街の名にその存在を残している。また、後に乱立した人工臓器メーカーの多くは、ライトジーン社の各臓器部門が持っていた技術を基にしている。
臓器崩壊現象
ある日突然、臓器が機能を失ってしまう現象。人類全体に蔓延しており、原因はわかっていない。人工のものと交換することで対処されるが、人工臓器は長持ちしないため、交換を繰り返さなくてはならない。

## 既刊一覧

### 単行本
- 神林長平 『ライトジーンの遺産』 朝日ソノラマ、1997年1月発行、ISBN 4-257-79026-1

### 文庫版
- 神林長平 『ライトジーンの遺産』 朝日ソノラマ〈ソノラマ文庫NEXT〉、全2巻
  1. 「上」1999年1月発行、ISBN 4-257-17335-1
  2. 「下」1999年1月発行、ISBN 4-257-17336-X
- 神林長平（著） / 高河ゆん（イラスト） 『ライトジーンの遺産』 朝日ソノラマ〈ソノラマ文庫〉、2003年5月発行、ISBN 4-257-77005-8
- 神林長平（著） / 遠藤浩輝（イラスト） 『ライトジーンの遺産』 早川書房〈ハヤカワ文庫JA〉、2008年10月発行、ISBN 978-4-15-030939-8